# Mydaea canescens
Mydaea canescens este o specie de muște din genul Mydaea, familia Muscidae, descrisă de Huckett în anul 1965.
Este endemică în Alaska. Conform Catalogue of Life specia Mydaea canescens nu are subspecii cunoscute.